# 牛街镇 (彝良县)
牛街镇，是中华人民共和国云南省昭通市彝良县下辖的一个乡镇级行政单位。

## 行政区划
牛街镇下辖以下地区：
牛街社区、南厂村、上白水村、甘家坝村、芭蕉村、黄河村、楠木村、花果村、三合村、小干溪村、水田村和果稠村。